# Тамано-Запорожский заказник
Тамано-Запорожский заказник — государственный зоологический заказник регионального значения федерального подчинения, образованный 13 октября 1967 года в Темрюкском районе Краснодарского края Южного федерального округа России.
Тамано-Запорожский заказник находится в ведомственном подчинении управления Федеральной службы по ветеринарному и фитосанитарному надзору по Краснодарскому краю и Республике Адыгее. За обеспечение охраны и функционирование заказника отвечает Государственное бюджетное учреждение Краснодарского края «Управление особо охраняемыми природными территориями Краснодарского края».

## История
Запорожско-Таманский государственный природный заказник образован решением исполнительного комитета Краснодарского краевого совета народных депутатов от 13 октября 1967 года № 726.
Задачи и режим Запорожско-Таманского государственного природного заказника определены в положении о государственном Запорожско-Таманском охотзаказнике краевого подчинения, утверждённом решением исполнительного комитета Краснодарского краевого совета народных депутатов от 11 мая 1983 года № 271 «Об утверждении Положений о государственных охотничьих заказниках краевого значения».
Границы заказника описаны в приложении к решению исполнительного комитета Краснодарского краевого совета народных депутатов от 5 февраля 1986 года № 64 «О перезакреплении, частичном изменении границ охотничьих хозяйств края и продлении срока пользования ими на 1986—1995 годы».
В 1989 году срок действия решения о границах в части закрепления территорий за государственными зоологическими заказниками продлён до 2020 года постановлением главы администрации Краснодарского края от 6 июля 1998 года № 371 «О мерах по повышению эффективности охраны, воспроизводства и рационального использования объектов охоты на территории Краснодарского края».
Распоряжением Правительства Российской Федерации от 12 апреля 1996 года № 591-р заказник (в распоряжении приводится название «Тамано-Запорожский заказник») отнесён к особо охраняемым природным территориям федерального подчинения.
В 2011 году Запорожско-Таманский государственный природный заказник стал подведомственным администрации Краснодарского края распоряжением Правительства РФ от 21 апреля 2011 года № 685-р.

## Описание
Тамано-Запорожский заказник расположен в Темрюкском районе Краснодарского края Южного федерального округа России.
Границы заказника проходят от посёлка Ильич на восток в 500 м от зеркала воды Таманского и Динского заливов через населённые пункты: Батарейка, Запорожская, Береговой, Малый Кут, Рубанова Коса, Татарский, Сенная, Приморский, Тамань, по юго-западной стороне косы Тузла, по северо-западной стороне косы Чушка и по берегу Азовского моря до посёлка Ильич (исходная точка).
Общая площадь заказника — 30 000  га. Состоит из двух исторических частей — Таманского заказника площадью 18 тыс. га и Запорожского (Динского) заказника площадью 12 тыс. га. Большую часть Тамано-Запорожского заказника составляют морские территории — 79,79 %, против 20,21 % сухостепных восточноевропейских возвышенных равнин.

## Биосфера
На территории Тамано-Запорожского заказника охраняются лысухи, кряквы, шилохвостки, чирки, морские чернети, колпицы, нырки красноголовые, небольшое количество лебедей, караваек.
Также под охраной находятся следующие виды рыб: осетровые — севрюга, белуга; рыбец, шемая, судак, сазан, тарань, лещ и другие.
Во время миграций в районе заказника останавливается до 1 млн птиц. Во время среднезимних учётов, проводившихся с берега с использованием зрительных труб, в пределах угодья учёными насчитывалось в 2003 году около 20 000, в 2004 году — около 10 000, в 2005 году — до 8000, в 2006 году — около 49 500 особей водоплавающих и околоводных птиц.

## Экологическая обстановка
19 ноября 2007 года в Керченском проливе произошла экологическая катастрофа. У берегов косы Чушка затонули танкер с мазутом и сухогруз с серой. Вследствие происшествия в воды попало 2,2 тысячи тонн мазута. Загрязнению подвергся Таманский залив и мелкие острова возле косы.
15 декабря 2024 года в Керченском проливе произошла вторая экологическая катастрофа с участием танкеров «Волгонефть 212» и «Волгонефть 239». В этот раз в воду попало, по оценке Минприроды, около 4 тысячи тонн мазута. По наблюдениям экспертов, загрязнение наблюдается и на территории заказника.
Постоянно действующим фактором, негативно влияющим на состояние заказника, является расширение площадей под строительство порта «Кавказ».

## Галерея

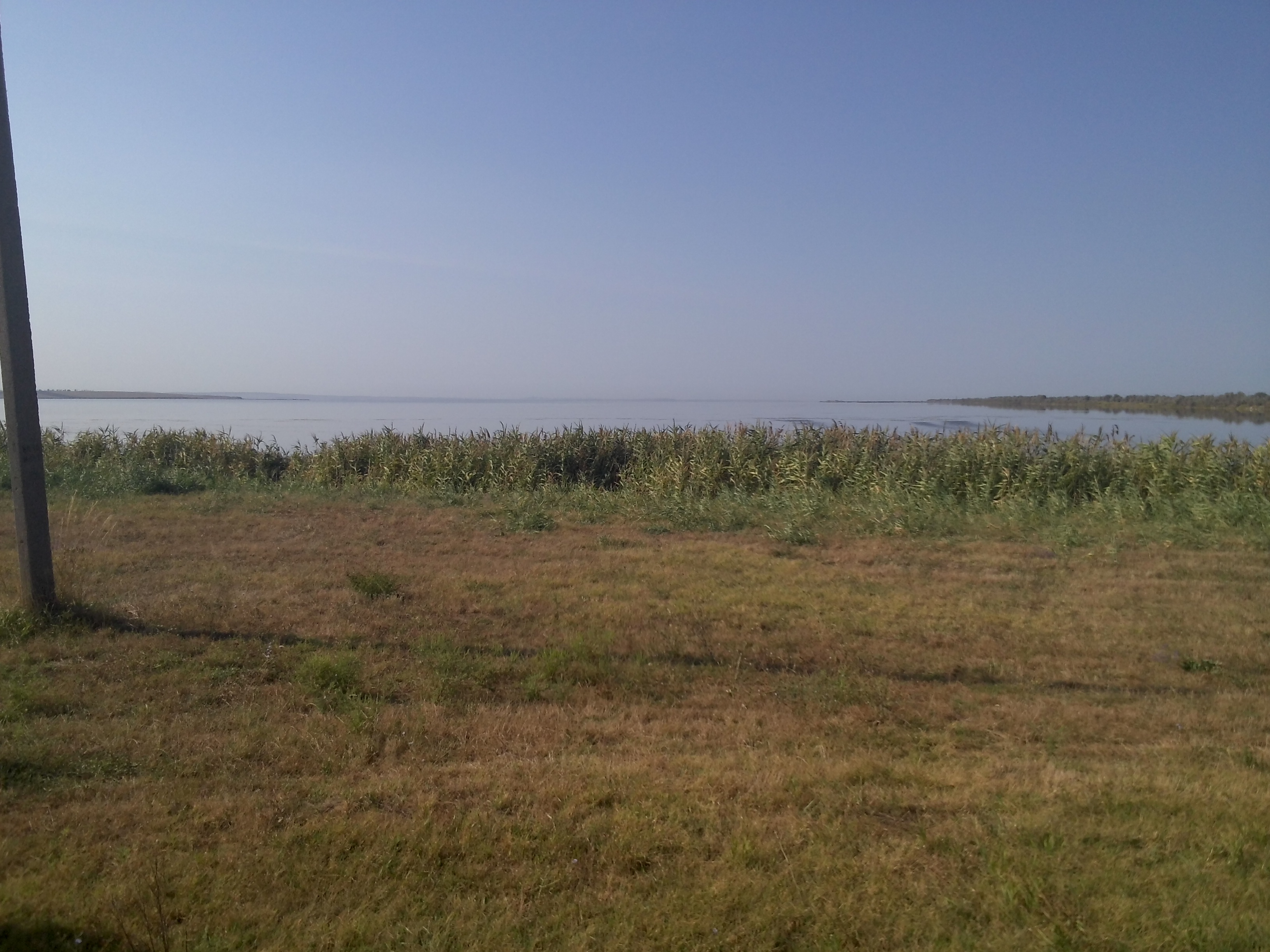
Динской залив в районе посёлка Ильич
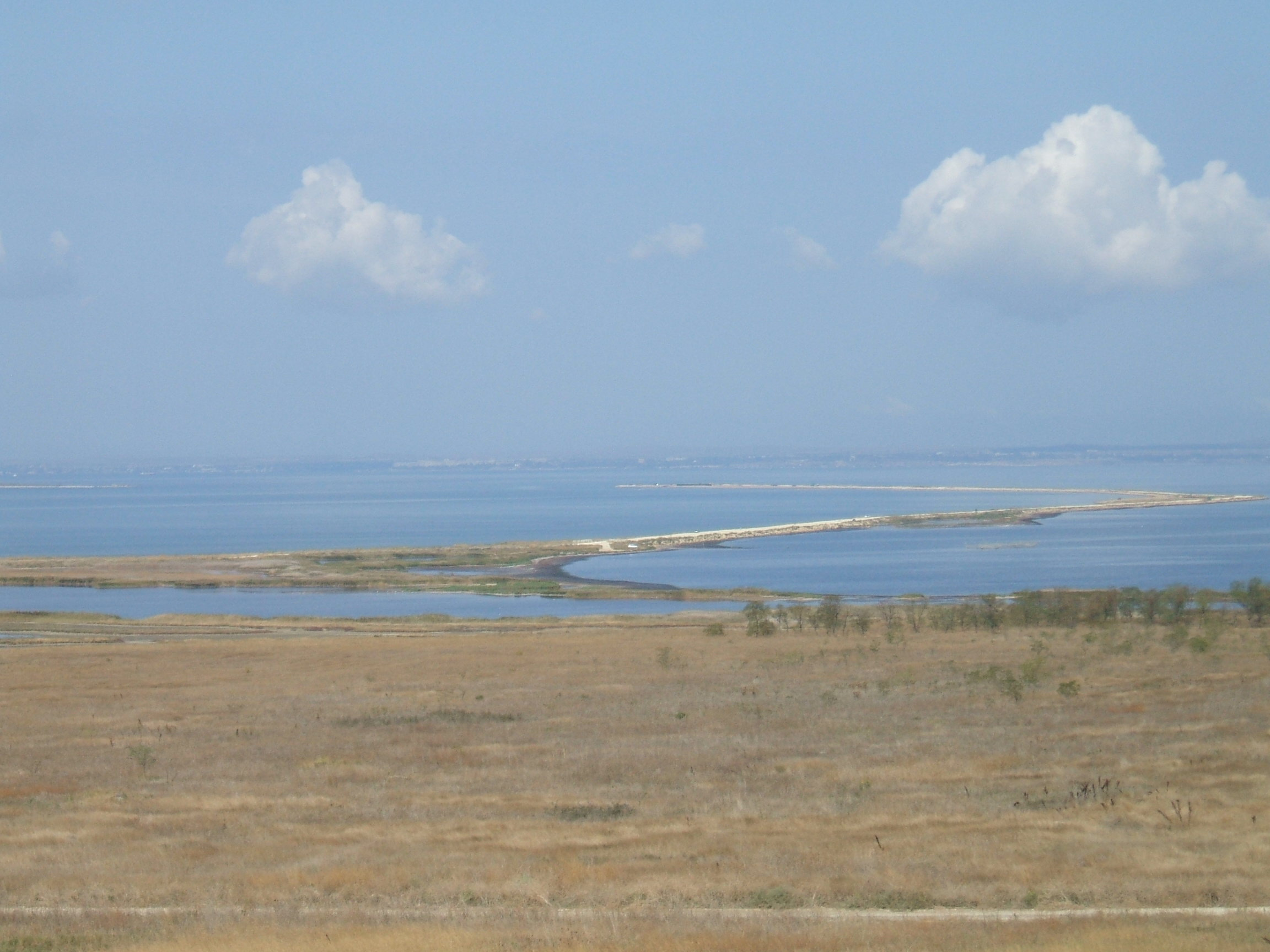
Тузлинская коса